# Maradi
Maradi es la tercera ciudad por población en Níger y el centro administrativo de la región de Maradi.

## Contexto histórico
Originalmente formó parte de Katsina, un estado hausa del que consiguió la independencia en el siglo XIX. Tradicionalmente ha sido un centro comercial en la ruta norte desde Kano (Nigeria). Esto explica el hecho de poder utilizar la moneda de Níger (Franco CFA) y la de Nigeria (la Naira) indistintamente.

## Contexto geográfico
Maradi fue construido sobre una exuberante planicie terrosa, pero tras varias inundaciones, la administración colonial francesa la trasladó a una meseta cercana en 1946. 

## Población
Según el censo de 2001, tiene 148.017 habitantes. La etnia predominante es la hausa, con poblaciones de etnia fulani y tuareg. Se encuentran otras etnias de Nigeria, como la ibo y la yoruba en pequeños comercios y oficios concretos.

## Economía local
La ciudad descansa en una región conocida por el cultivo de cacahuete. 

## Lugares de interés
Destacan la mezquita Dan Kasswa, el centro de artesanía tradicional en el barrio de Sonitan, y el palacio central de Katsinawa. El resto de la ciudad data de la década de 1950 y se está industrializando.